# Robbi Morgan
Robbi Morgan (Passaic, 19 de julho de 1961) é uma atriz e dançarina norte-americana, mais conhecida por sua participação no filme de terror Friday the 13th (1980).

## Vida e carreira

### Início da vida e primeiros trabalhos
Nascida em Passaic, Nova Jérsei, Morgan é a mais nova dos quatro filhos de Barney Panansky e Dotty Locker, acrobatas que integravam uma equipe de comédia vaudevilliana que se apresentava como "Morgan e May" entre 1936 e 1958. Com apenas seis meses de idade, ela apareceu em um comercial de alimento para bebês e, aos três anos, começou a ter aulas de dança com a própria mãe. Aos cinco, apareceu ao lado de Rock Hudson no programa televisivo Kraft Music Hall. Aos seis e meio, interpretou o papel-título na peça teatral Curley McDimple, uma paródia dos filmes de Shirley Temple, contracenando com Debbie Reynolds. Morgan também interessou-se por canto e acrobacias. Em 1980, aos 19 anos, estrelou o musical circense Barnum (sobre a vida de P. T. Barnum) na Broadway e fez um comercial para a marca de refrigerantes Dr Pepper. No cinema, ela participou quando criança dos longas-metragens Me, Natalie (1969) e What's the Matter with Helen? (1971).

### Friday the 13the projetos posteriores
Morgan também apareceu em 1980 no filme que a tornou conhecida internacionalmente, o slasher Friday the 13th, dirigido por Sean S. Cunningham. A atriz foi selecionada ao acaso, numa ocasião em que foi até o estúdio pretendendo fazer um teste de elenco para outro filme. Inesperadamente, os produtores ofereceram-lhe o papel de Annie, uma monitora do acampamento de Crystal Lake; Morgan aceitou a proposta, ainda que não fosse exatamente o que ela esperava. Todas as suas cenas foram filmadas em apenas dois dias. Sua experiência como acrobata a ajudou durante a cena em que ela precisou saltar de um jipe em movimento.
Após Friday the 13th, a atriz interpretou co-protagonistas em dois telefilmes, fez uma participação especial em um episódio da série The Fall Guy e teve um pequeno trabalho como dublê na comédia The Great Outdoors (1988), dirigida por John Candy. Após mais de três décadas afastada das telas, Morgan apareceu no thriller de terror Dutch Hollow, do qual fez parte do elenco principal, e teve um papel coadjuvante no curta-metragem de comédia de terror The Sub.

### Vida pessoal
Morgan tem uma irmã e dois irmãos, um dos quais é o ator Gary Morgan, que já participou de filmes como Pete's Dragon (1977). A atriz é casada desde 1987 com o apresentador e produtor de televisão Mark L. Walberg, com quem reside em Los Angeles, Califórnia. Morgan e Walberg tiveram dois filhos: Goldie Walberg, que é dançarina profissional de balé, e Morgan, um aviador naval.

## Filmografia

### Cinema
| Ano  | Título                                                         | Papel               | Notas                          | Ref.   |
| ---- | -------------------------------------------------------------- | ------------------- | ------------------------------ | ------ |
| 1969 | Me, Natalie                                                    | Natalie, 7 anos     |                                | [ 13 ] |
| 1971 | What's the Matter with Helen?                                  | Rosalie Greenbaum   |                                | [ 10 ] |
| 1980 | Friday the 13th                                                | Annie               |                                | [ 10 ] |
| 1988 | The Great Outdoors                                             |                     | Dublê                          | [ 10 ] |
| 2006 | Going to Pieces: The Rise and Fall of the Slasher Film         | Ela mesma           | Documentário                   | [ 14 ] |
| 2009 | Fresh Cuts: New Tales from Friday the 13th                     | Ela mesma           | Documentário de curta-metragem | [ 15 ] |
| 2013 | Crystal Lake Memories: The Complete History of Friday the 13th | Ela mesma / 'Annie' | Documentário em vídeo          | [ 16 ] |
| 2014 | Dutch Hollow                                                   | Margie Shaw         |                                | [ 17 ] |
| 2017 | The Sub                                                        | Professora          | Curta-metragem                 | [ 18 ] |
| 2019 | In Search of Darkness                                          | Ela mesma           | Documentário                   | [ 19 ] |
| 2020 | Mark of the Rougarou                                           | Claudette           | Curta-metragem                 | [ 20 ] |

### Televisão
| Ano  | Título                                          | Papel        | Notas                          | Ref.   |
| ---- | ----------------------------------------------- | ------------ | ------------------------------ | ------ |
| 1966 | Kraft Music Hall                                | Ela mesma    | Musical de variedades          | [ 3 ]  |
| 1969 | The David Frost Show                            | Ela mesma    | Talk show                      | [ 21 ] |
| 1982 | Forbidden Love                                  | Jerry        | Telefilme                      | [ 22 ] |
| 1983 | The Fall Guy                                    | Linda O'Hara | Episódio: "Eight Ball"         | [ 23 ] |
| 1984 | I Married a Centerfold                          | Kitty Selver | Telefilme                      | [ 24 ] |
| 2007 | Cinemassacre's Monster Madness                  | Annie        | Teledocumentário               | [ 21 ] |
| 2009 | His Name Was Jason: 30 Years of Friday the 13th | Ela mesma    | Teledocumentário               | [ 25 ] |
| 2009 | The Tyra Show                                   | Ela mesma    | Episódio: "Sexy and Pregnancy" | [ 26 ] |